# Aksaj
Aksaj (kazakiska: Aqsay, ryska: Аксай) är en ort i Kazakstan.   Den ligger i oblystet Västkazakstan, i den västra delen av landet, 1 300 km väster om huvudstaden Astana. Aksaj ligger 65 meter över havet och antalet invånare är 34 799.
Terrängen runt Aksaj är platt. Runt Aksaj är det mycket glesbefolkat, med 7 invånare per kvadratkilometer. Det finns inga andra samhällen i närheten. Trakten runt Aksaj består i huvudsak av gräsmarker.